# كريستيان بيل
كريستيان تشارلز فيليب بيل (من مواليد 30 يناير 1974 –) هو ممثل بريطاني. عُرف بمهاراته المتعددة وتحولاته الجسدية المتكررة لكي يلعب أدواره، حيث لعب أدوارًا رئيسية في العديد من الأفلام ذات الأنواع المختلفة. تتضمن جوائزه جائزة أوسكار واحدة وجائزتي غولدن غلوب. تم اختياره من قِبل مجلة تايم ضمن قائمة الـ100 شخص الأكثر تأثيرًا في العالم في عام 2011.
ولد بيل في ويلز لأبويين إنجليزيين، وجذب الانتباه لأول مرة في عمر الـ13، عندما تم اختياره لفيلم إمبراطورية الشمس (1987) للمخرج ستيفن سبيلبرغ، حيث لعب دور فتى إنكليزي يضيع عن والديه ويجد نفسه بعد ذلك في معسكر اعتقال اليابانيين خلال الحرب العالمية الثانية. حصل بيل على جائزة المجلس الوطني للنقد عام 1987 لأفضل ممثل صبى عن دوره فيه. في عام 2000، لعب دور قاتل متسلسل يُدعي باتريك بيتمان في فيلم المجنون الأمريكي، والذي أشاد به النقاد. في 2004، فقد 27 كيلوغرام من أجل فيلم الميكانيكي.
ازدادت شعبية بيل بشكل كبير بعدما أدى دور باتمان في ثلاثية المخرج كريستوفر نولان بداية باتمان (2005)، وفارس الظلام (2008)، ونهوض فارس الظلام (2012)، حيث أصبحت الثلاثية واحدة من أعلى سلاسل الأفلام دخلًا. استمر بيل في لعب أدوار البطولة في العديد من الأفلام خارج إطار عمله في شخصية باتمان ومنها: العظمة (2006)، وخلاص المدمر (2009)، وأعداء الشعب (2009)، والوعد (2016). في 2010، لعب دور ديكي إكلوند، أخو الملاكم ميكي وارد، في فيلم المقاتل، والذي أكسبه جائزة الأوسكار لأفضل ممثل مساعد، وجائزة غولدن غلوب وجائزة نقابة ممثلي الشاشة عن الأداء المتميز من قِبل ممثل في دور مساعد.
أوّل أفلام بيل في سنة 2013 كان فيلم خارج الفرن مع المخرج سكوت كوبر وأدّى فيه شخصية راسل بيز. تلاه فيلم احتيال أمريكي الذي كان من إخراج ديفيد أو. راسل، وشاركه في بطولته برادلي كوبر، وإيمي آدمز، وجينيفر لورنس، وجيرمي رينر. رُشّح الفيلم لجائزة الأوسكار لأفضل فيلم في حفل توزيع جوائز الأوسكار السادس والثمانون، ورُشّح بيل لنيل جائزة الأوسكار لأفضل ممثلٍ وجائزة الغولدن غلوب لأفضل ممثل في فيلم موسيقي أو كوميدي عن أداءه لكنّه لم يفُز بهما. في 2014، اختير بيل لتجسيد شخصية النبي موسى في فيلمٍ يحمل عنوان خروج: الآلهة والملوك، من إخراج ريدلي سكوت، وعُرض الفيلم في 5 ديسمبر 2014. ترشح بيل لجائزتي الأوسكار والغولدن غلوب عن فيلمي العجز الكبير (2016) والنائب (2018) الذي جسد فيه شخصية السياسي ديك تشيني، والذي نال عنه ثاني جائزة غولدن غلوب له. كما تلقي ترشيحه الخامس لجائزة الغولدن غلوب كأفضل ممثل في فيلم دراما عن دور سائق سيارة السباق كين مايلز في فيلم فورد ضد فيراري (2019).

## بداية حياته
ولد كريستيان تشارلز فيليب بيل في بلدة هافرفوردويست، في مقاطعة بيمبروكشاير، في ويلز، في 30 يناير 1974. والديه أصلهما من جنوب أفريقيا، أبوه ديفيد بيل يعمل في مجال الإعلانات، وهو ناشط في حقوق الحيوان، وأمه جيني جيمس تعمل في مجال السيرك كراقصة استعراضية، وكلاهما حاصل على الجنسية البريطانية. قال بيل: «لقد ولدت في ويلز لكنني لست ويلزي—أنا إنجليزي». هو الأخ الأصغر من بين أربعة أخوة، شارون ولويز، وأخت غير شقيقة من زواج والده الأول، إيرين. أحد أجداده كان ستاند أب كوميديان، بينما الآخر كان مُمَثَّلًا بَدِيلًا للممثل جون واين. بيل عاش حياته مُتَنَقِّلًا بين دول متعددة، إنجلترا، والبرتغال، والولايات المتحدة. في عام 1976، عندما كان عمره سنتان، عائلته غادرت ويلز وعادت إلى إنجلترا، واستقروا فيها فترة حوالي أربع سنوات ودرس بيل فيها المرحلة الابتدائية. بالإضافة إلى قوله أن الأسرة كانت تعيش في 15 مدينة بحلول الوقت الذي كان فيه يبلغ من العمر خَمْسَةَ عَشَرَ عَامًا، وصف بيل عملية الانتقال المتكررة بأنها مدفوعة بـ«الضرورة أكثر من الاختيار» وأقر بأن لها تأثيرًا كبيرًا على اختياراته المهنية. في طفولته، تعلم الباليه وعزف الجيتار، وكان يكن الاحترام لأمه لعملها في السيرك كمهتم ومتابع لها في عملها، وهي تعمل كمهرجة، وراقصة، وتقود الفيلة، وتقدم الممثلين في السيرك. أخته لويسي تعمل في المسرح، وعندها قرر أن يصبح ممثل وأبوه دايفيد كان أكبر مشجع له، وقد دعمه في التمثيل، وتقاعد أبوه من عمله ليدير أعمال بيل. تطلق والداه في عام 1991، وانتقل في عمر 17 إلي لوس أنجلوس مع والده وأخته لويس. تزوج أبوه لاحقا بالناشطة غلوريا ستاينم، ومات في تاريخ 30 ديسمبر 2003 بسبب إصابته بالورم اللمفاوي في الدماغ عن عمر يناهز 62.
أول خطواته تجاه التمثيل كانت في إعلان تجاري عن ملين الأقمشة لينور في عام 1982 عندما كان في الثامنة من العمر. وظهر في إعلان لشركة حبوب إفطار تُدعي باك مان لعب فيها دور نجم روك صغير عام 1983. قال بيل لاحقًا إنه لم يجد التمثيل جذابًا لكنه تابعه بناءً على طلب من حوله لأنه لم يكن لديه سبب لعدم القيام بذلك. وفي عام 1984، وبعدما شارك في المسرحيات المدرسية، كان ظهوره الأول في مسرحية اسمها ذا نيرد مع الممثل روان أتكينسون، المعروف بشخصية مستر بين، في مسرح وست إند. ولم يخضع لأي تدريب رسمي بالتمثيل.

## السيرة السينمائية

### 1986–1999

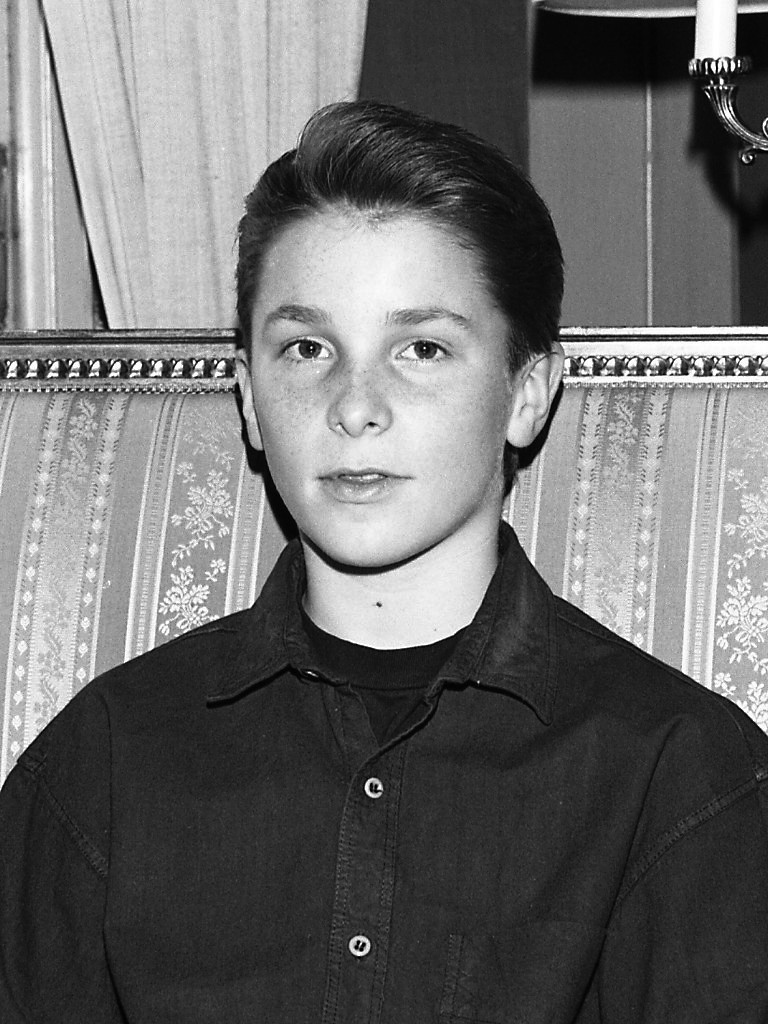
بيل في السويد للترويج لفيلمه إمبراطورية الشمس.

قرر بيل أن يصبح ممثلًا في سن العاشرة، وشارك في الفيلم التلفزيوني أناستازيا: لغز آنا (1986) ولعب دورًا صغيرًا. كان أول ظهور له في السينما عند قيامه بدور البطولة في فيلم إمبراطورية الشمس (1987)، من إخراج ستيفن سبيلبرغ، حيث كانت بطلة فيلم أناستازيا: لغز آنا، إيمي إيرفينغ، متزوجة من سبيلبرغ، فاقترحت أن يلعب بيل دور البطولة في هذا الفيلم، وكان حينها في الثالثة عشر من العمر. اختير بيل من بين أكثر من 4،000 ممثل للعب الدور، وتدور قصة الفيلم حول فتى إنجليزي يجد نفسه مُشتت من والديه وبالتالي، يجد نفسه ضائع في مخيم ياباني أثناء الحرب العالمية الثانية. تحدث بيل في الفيلم مع إيقاع من الطبقة العليا بدون مساعدة من مدرب حوار. دفع الفيلم بيل نحو الشهرة، وحصل علي الإشادة وجائزة الممثل الصغير من المجلس الوطني للمراجعة لأفضل أداء افتتاحي. في نفس العام، لعب بيل دور البطولة في فيلم الفنتازيا ميو في الأراضي البعيدة، وهو فيلم مُقتبس من رواية ميو، ابني لـأستريد ليندغرين. أدت شهرة بيل في إمبراطورية الشمس إلي تعرضه للتنمر في المدرسة واكتشاف أن ضغوطات العمل كممثل لا تُحتمل. وازدادات عليه عدم ثقته في مهنة التمثيل بسبب اهتمام وسائل الإعلام، لكنه قال إنه شعر بأنه مُلزم في سن مبكرة بمواصلة التمثيل لأسباب مالية. خلال تلك الفترة، نجح الممثل وصانع الأفلام كينيث براناه في إقناع بيل للظهور في فيلم هنري الخامس (1989)، بطولة براناه، والذي أعاد بيل للتمثيل. في العام التالي، لعب بيل دور جيم هوكينز أمام الممثل شارلتون هيستون الذي لعب دور لونغ جون سيلفر في الفيلم التلفزيوني جزيرة الكنز، وهو فيلم مُقتبس من رواية تحمل نفس الاسم لـروبرت لويس ستيفنسون.
في عام 1992، لعب بيل بطولة فيلم ديزني الموسيقي نيوزيس، والذي لم يحقق نجاحًا سواء في الإيرادات أو مع النقاد. راجعت ريبيكا ميلزوف من مجلة فالتشر الفيلم في عام 2012 ووجدت الشقوق في صوت بيل خلال أدائه لأغنية «سانتا في» ساحرة ومناسبة على الرغم من أنه لم يكن مغنيًا كبيرًا. في عام 1993، ظهر بيل في فيلم أطفال سوينغ، والذي يحكي عن مراهقين يستمعون سرًا إلي موسيقى الجاز المحظورة أثناء صعود ألمانيا النازية. ظهر بيل في فيلم المخرجة جيليان آرمسترونغ نساء صغيرات (1994)، بدور ثيودور "لوري" لورانس بعدما اقترحت عليه الممثلة وينونا رايدر، والتي لعبت بطولة الفيلم بدور جو مارش، ذلك الدور. حقق الفيلم نجاحًا ماليًا ونقديًا. قالت رايدر أن بيل صور الطبيعة المُعقدة للدور. في عام 1995، أدي بيل صوتيًا دور توماس، مواطن شاب للكابتن جون سميث، في فيلم ديزني الأنیميشن بوكاهونتاس، والذي استُقبل بمراجعات مُختلطة. ظهر بيل في دور صغير في فيلم صورة سيدة (1996)، وهو مُقتبس من رواية تحمل نفس الاسم لـهنري جيمس، وظهر في الفيلم الموسيقي منجم ذهب مخملي (1997)، وتدور أحداثه في السبعينات خلال عصر موسيقى الجلام روك. في عام 1999، ظهر بيل ضمن الطاقم التمثيلي، والذي يضم الممثل الأمريكي كيفين كلاين والممثلة الأمريكية ميشيل فايفر، لفيلم حلم ليلة منتصف الصيف، مجسدًا شخصية ديمتريوس، وهو فيلم مُقتبس من مسرحية تحمل نفس الاسم للكاتب الشهير وليم شكسبير.

### 2000–2004
لعب بيل دور باتريك بيتمان، وهو مستثمر في سوق الأسهم وقاتل متسلسل، في فيلم مختل أمريكي، وهو فيلم مُقتبس من رواية تحمل نفس الاسم لـبريت إيستون إيليس، وهو فيلم من إخراج ماري هارون. في حين أن هارون اختارت بيل للدور، كانت الشركة المُنتجة والمُوزعة للفيلم، ليونزغيت، عارضت في الأصل وتعاقدت مع الممثل ليوناردو دي كابريو ليلعب دور بيتمان مع قيام المخرج أوليفر ستون بإخراج الفيلم. أُعيد بيل وهارون بعد أن ترك دي كابريو وستون المشروع. تدرب بيل وقام بتسمير نفسه لعدة أشهر لتحقيق بنية بيتمان الجسمانية البارزة، كما غطى أسنانه لتتماشي مع طبيعة الشخصية النرجسية. تم العرض الأول للفيلم في مهرجان صاندانس السينمائي 2000، حيث صنفه أنثوني كوفمان من موقع إندي واير بأنه أكثر الأفلام المكروهة في هذا الحدث. كتب الناقد روجر إيبرت عن عمل بيل أنه «بطولي في الطريقة التي يسمح بها للشخصية بالقفز بفرح إلى الخسة؛ ليست هناك غريزة للحفاظ على الذات هنا، وهذه علامة واحدة من ممثل جيد.» تم إصدار الفيلم في أبريل 2000، وحقق نجاحًا ماليًا ونقديًا، وأصبح له جَماعَة من المُعْجَبِين. أسس الدور بيل كرجل رئيسي.
في السنوات الأربع التي أعقبت فيلم أمريكان سايكو، شهدت الحياة المهنية لبيل فشلًا تجاريًا ونقديًا. لعب دور وريث عقارات خسيس في فيلم الحركة للمخرج جون سينغلتون شافت وظهر في فيلم المخرج جون مادن المُقتبس من رواية مندولين الكابتن كوريلي في دور ماندراس، وهو صياد يوناني يتنافس مع الكابتن أنطونيو كوريلي الذي لعب دوره الممثل نيكولاس كيج في قصة حب بيلاجيا التي لعبت دورها الممثلة الإسبانية بينيلوبي كروز. قال بايل إنه وجد أنه من المُنعش أن يلعب دور ماندراس، وهي شخصية إنسانية عاطفيًّا، بعد العمل في فيلمي مختل أمريكي وشافت. في عام 2002، ظهر في ثلاثة أفلام: لوريل كانيون، وعهد النار، وإكويليبريوم. بعد مراجعة فيلم لوريل كانيون لـمجلة إنترتينمنت ويكلي، وصفت الناقدة السينمائية ليزا شوارزباوم أداء بيل بأنه «صعب الإرضاء». بعد إبداء تحفظات بشأن الانضمام إلى فيلم ما بعد نهاية العالم عهد النار، والذي تضمن صُوَرًا مُنشأة بالحاسب، أعلن بيل عن استمتاعه بصنع أفلام قد تحيد عن مسارها واستشهد بالمخرج روب بومان كسبب لمشاركته بالفيلم. في فيلم إكويليبريوم، يلعب دور ضابط شرطة في مجتمع مستقبلي ويؤدي غان كاتا، فن قتالي خيالي يتضمن القتال بالأسلحة النارية. وصف جيف أوتو من موقع آي جي إن فيلم عهد النار بأنه «تم استقباله بشكل سيئ» وإكويليبريوم بأنه «تم التقليل من قيمته بشكل كبير»، بينما وصف ستيفن أبلباوم من صحيفة ذي إندبندنت الفيلمين جنبًا إلى جنب مع فيلمي شافت ومندولين الكابتن كوريلي بأنهم «عروض متوسطة».
لعب بيل دور البطولة في دور شخصية تعاني من الأرق ومختلة عاطفياً في فيلم الإثارة النفسية الميكانيكي (2004). من أجل الإعداد للدور، كان بيل في البداية يدخن فقط السجائر ويشرب الويسكي. توسع نظامه الغذائي في وقت لاحق ليشمل القهوة السوداء، وتفاحة، وعلبة من التونة يوميا. فقد بيل 63 رطل (29 كـغ) من وزنه، ليصل إلي وزن 121 رطل (55 كـغ) للعب الشخصية، والتي كُتبت في السيناريو بأنها «هيكل عظمي متحرك». أثار فقدان وزنه مقارنات مع زيادة وزن الممثل روبرت دي نيرو استعدادًا للعب دور الملاكم جيك لاموتا في فيلم الثور الهائج (1980). واصفًا تحوله بأنه مهدئ عقليًا، زعم بيل أنه توقف عن العمل لفترة من الوقت لأنه لم يعثر علي سيناريوهات أثارت اهتمامه، وأن نص الفيلم جذبه إلى فقدان الوزن للدور. تم إصدار الفيلم في أكتوبر 2004 ولم يحقق إيرادات عالية في شباك التذاكر. اعتبر روجر مور من صحيفة أورلاندو سنتينل الفيلم واحدًا من أفضل أفلام العام، وكتب الناقد تود مكارثي من مجلة فاريتي أن أداء بيل «المضطرب، والعدواني، والمؤلم في النهاية» أعطاه «مصدر دعم قوي».

### 2005–2008

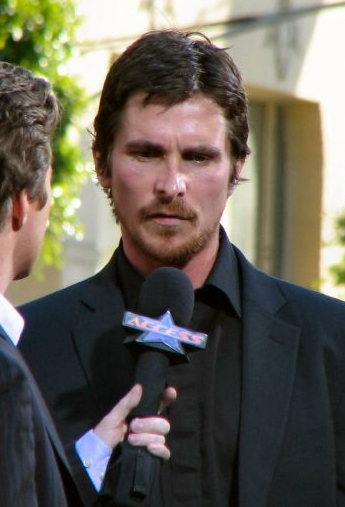
بيل في العرض الأول لفيلم بداية باتمان في 2005.

جسد بيل دور الملياردير الأمريكي بروس واين والبطل الخارق باتمان في ريبوت صانع الأفلام الأمريكي البريطاني كريستوفر نولان لسلسلة أفلام باتمان، بداية باتمان (2005). اختار نولان بيل، والذي كان لا يزال غير معروف إلى حد ما في ذلك الوقت، لأن بيل كان لديه «توازن الظلام والنور بالضبط» الذي سعى إليه نولان. استعاد بيل الوزن الذي فقده في فيلم الميكانيكي وبنى عضلات له، ليصبح وزنه 220 رطل (100 كـغ). تدرب بيل على الأسلحة، وتعلم طريقتي قتال وينغ تشون وكيسي. اعترافًا بالظروف الغريبة للقصة التي تتضمن شخصية «تعتقد أنه يستطيع الركض مرتدياً بذلة البات في منتصف الليل»، قال بيل إنه ونولان قد اقتربا منها عمداً «بدافع واقعي قدر الإمكان»، مشيراً إلى مقتل والدي واين. أدى بيل صوتي واين وباتمان بشكل مختلف. وظف صفات نبرة خشنة لباتمان، والتي يعتقد نولان أنها عززت المظهر البصري للشخصية. تم إصدار الفيلم في الولايات المتحدة في يونيو 2005. أشاد تيم غريرسون وويل ليتش من مجلة فالتشر بتجسيد بيل «الذكي والحساس لبروس الفاسد والمشاكس، والذي يكبر في النهاية (ويحارب الجريمة).» فاز بيل عن الدور بجائزة إم تي في للأفلام لأفضل بطل.

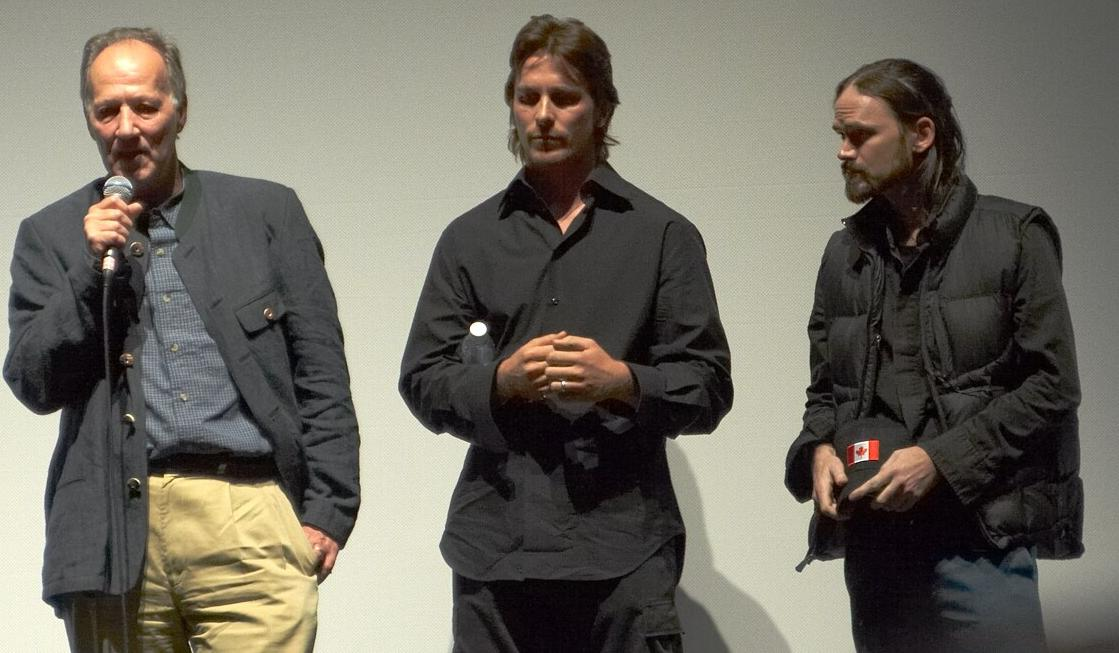
فرنر هرتزوغ، وبيل، وجيريمي ديفيز (من اليسار إلى اليمين) يجيبون على الأسئلة بعد العرض الأول لفيلم فجر الإنقاذ في تورونتو في 2006.

في نفس العام، أدي بيل صوت هاول، وهو ساحر، في الدبلجة الإنجليزية لفيلم قلعة هاول المتحركة للمخرج الياباني هاياو ميازاكي، وهو فيلم رسوم متحركة ياباني مُقتبس من رواية للأطفال تحمل نفس الاسم لـديانا وين جونز. التزم بيل بنفسه بتأدية صوت الشخصية بعدما شاهد فيلم ميازاكي الأنیميشن المخطوفة. في وقت لاحق من ذلك العام، لعب دور البطولة كمحارب قديم في الولايات المتحدة يتعامل مع اضطراب الكرب التالي للصدمة النفسية في فيلم الدراما والجريمة لصانع الأفلام ديفيد آير أوقات قاسية، والذي عُرض لأول مرة في مهرجان تورونتو السينمائي الدولي. جسد بيل دور المستوطن جون رولف في فيلم الدراما التاريخية العالم الجديد، وهو فيلم مُستوحى من قصص بوكاهانتس، وهو فيلم من إخراج تيرينس ماليك. تم إصدر الفيلم في 25 ديسمبر 2005. في العام التالي، لعب بيل دور البطولة في فيلم فجر الإنقاذ، لصانع الأفلام الألماني فرنر هرتزوغ، حيث جسد بيل شخصية الطيار المقاتل الأمريكي ديتر دنجلر، والذي يقاتل من أجل حياته بعد أن أُسقط أثناء وجوده في مهمة أثناء حرب فيتنام. بعد أن عمل الاثنان معًا، صرح هرتزوغ أنه اعتبر بيل من بين أعظم مواهب جيله قبل أن يلعب دور باتمان بفترة طويلة. اعتبرت مارجوري بومغارتن من صحيفة أوستن كرونيكل عمل بيل استمرارًا لـ«قيادته البارعة لنوع آخر من الشخصيات الأمريكية.»

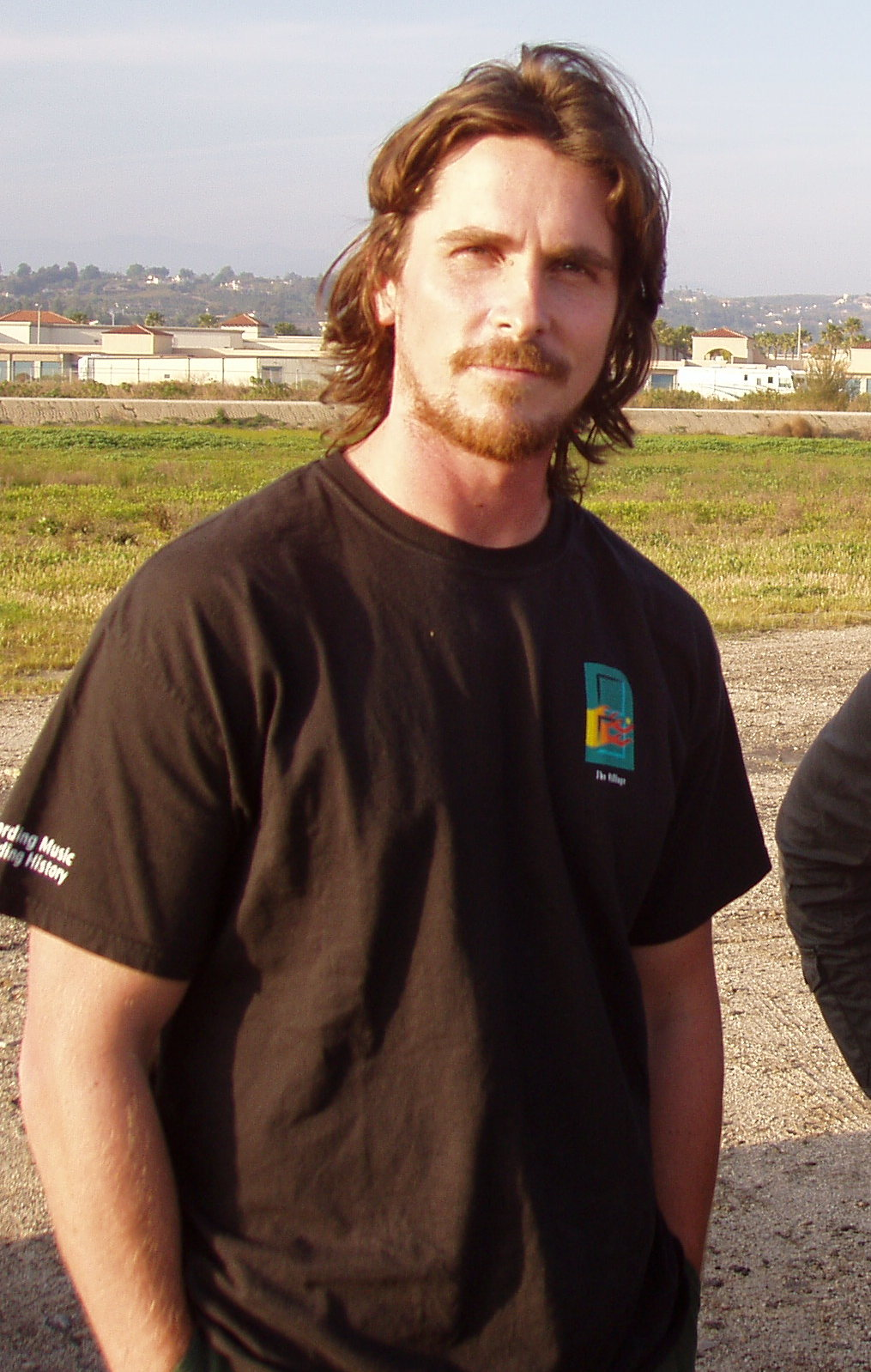
بيل في 2007.

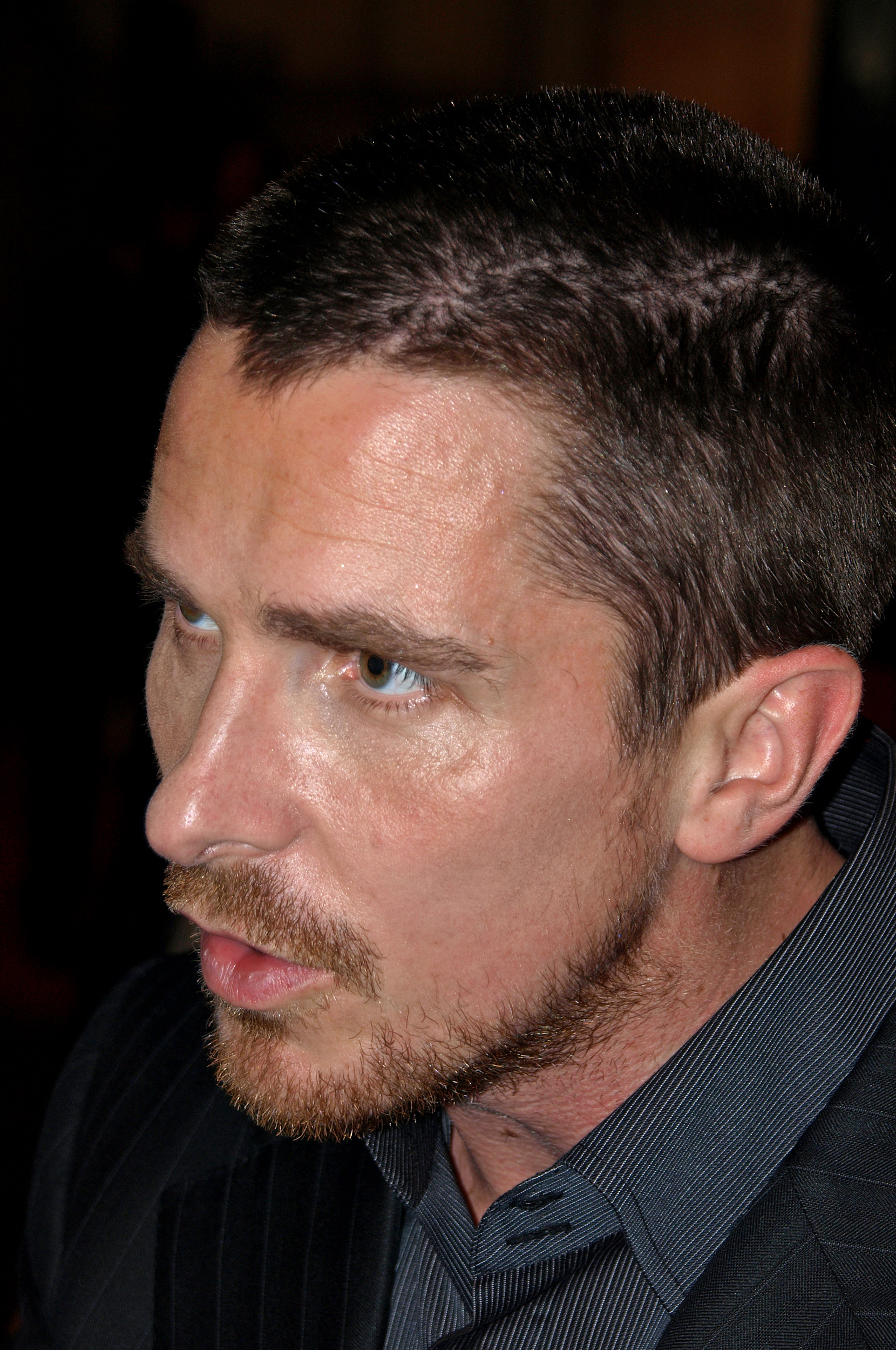
بيل بالعرض الأول لفيلم فارس الظلام في إسبانيا في 2008.

في فيلم العظمة (2006)، اجتمع بيل مع مخرج فيلم بداية باتمان، كريستوفر نولان، والذي قال أن بيل حصل علي الدور بعد أن قدم نفسه له. الفيلم مُقتبس من رواية تحمل نفس الاسم لـكريستوفر بريست ويحكي عن التنافس بين ساحرين من العصر الفيكتوري، وهما بيل وهيو جاكمان. في حين أن الفيلم اجتذب إشادة من النقاد، أدي بتواضع أكثر خلال عرضه في دور العرض، محققًا 110 مليون دولار مقابل 40 مليون دولار ميزانية. في مراجعته لصحيفة نيويورك تايمز، سلط الصحفي والناقد إيه. أو. سكوت الضوء على «الجوهر الشرس» لبيل ووصف أدائه بأنه «شيء للتذوق». لعب بيل دور البطولة في عام 2007 في فيلمي الدراما أنا لست هناك، مجسدًا تجسيدان للمغني وكاتب الأغاني بوب ديلن، و3:10 إلى يوما، حيث لعب دور بقار يسعى للعدالة. وصف بيل تجسيده لديلن بأنه «رجلان في رحلة بحث حقيقية عن الحقيقة» وعزا اهتمامه في 3:10 إلى يوما إلي إعجابه للأفلام التي يتسنى له فيها «فقط أن يكون قذرًا ويزحف في الوحل». عاد بيل لدور باتمان في تتمة فيلم نولان بداية باتمان فارس الظلام، والذي تلقى إشادة وأصبح الفيلم الرابع الذي يحقق أكثر من 1 مليار دولار في جميع أنحاء العالم عند صدوره في يوليو 2008. قام بيل بالعديد من المجازفات الخاصة به، بما في ذلك الوقوف على سطح برج سيرز في شيكاغو. اعتبر النقاد فيلم فارس الظلام أفضل فيلم بطل خارق.

### 2009–2012
في فبراير 2008، أعلنت وارنر برذرز أن بيل سيلعب دور قائد التمرد جون كونور في فيلم الأكشن وفيلم ما بعد نهاية العالم خلاص المدمر، والذي أخرجه ماك جي، والذي وصف بيل بأنه «الممثل الأكثر مصداقية في جيله». في فبراير 2009، تم إصدار تسجيل صوتي لتهجم لفظي في موقع تصوير الفيلم في يوليو 2008 يتضمن بيل. يصور التسجيل بيل وهو يوجه الألفاظ النابية إلى المصور السينمائي للفيلم شاين هورلبوت، والذي دخل إلى موقع التصوير أثناء تصوير مشهد قام بتمثيله بيل والممثلة برايس دالاس هوارد، وبلغت ذروة الأمر في تهديد بيل بالانسحاب من الفيلم إذا لم يتم طرد هورلبوت. دافع العديد من الزملاء في صناعة السينما عن بيل ونسبوا المشكلة إلى تفانيه في التمثيل. اعتذر بيل علنًا في فبراير 2009، واصفًا النوبة بأنها «لَا تُغْتَفَرُ» وسلوكه بأنه «خارج عن النظام»، مُؤَكَّدًا أنه قام بتعديل موقفه مع هورلبوت. تم إصدار الفيلم في مايو 2009 وحقق مراجعات فاترة. اعتبرت الصحفية والناقدة كلوديا بويغ من صحيفة يو إس إيه توداي أن عمل بيل «أحادي البعد بشكل مدهش»، بينما كتب جيك ويلسون من صحيفة ذي إيج أنه قدم أحد عروضه الأقل إقناعًا. اعترف بيل لاحقًا أنه كان يعلم أثناء الإنتاج أن الفيلم لن يعيد تنشيط سلسلة أفلام ذا ترمنايتور كما كان يتمنى. وأكد أنه لن يعمل مع المخرج ماك جي مرة أخرى.

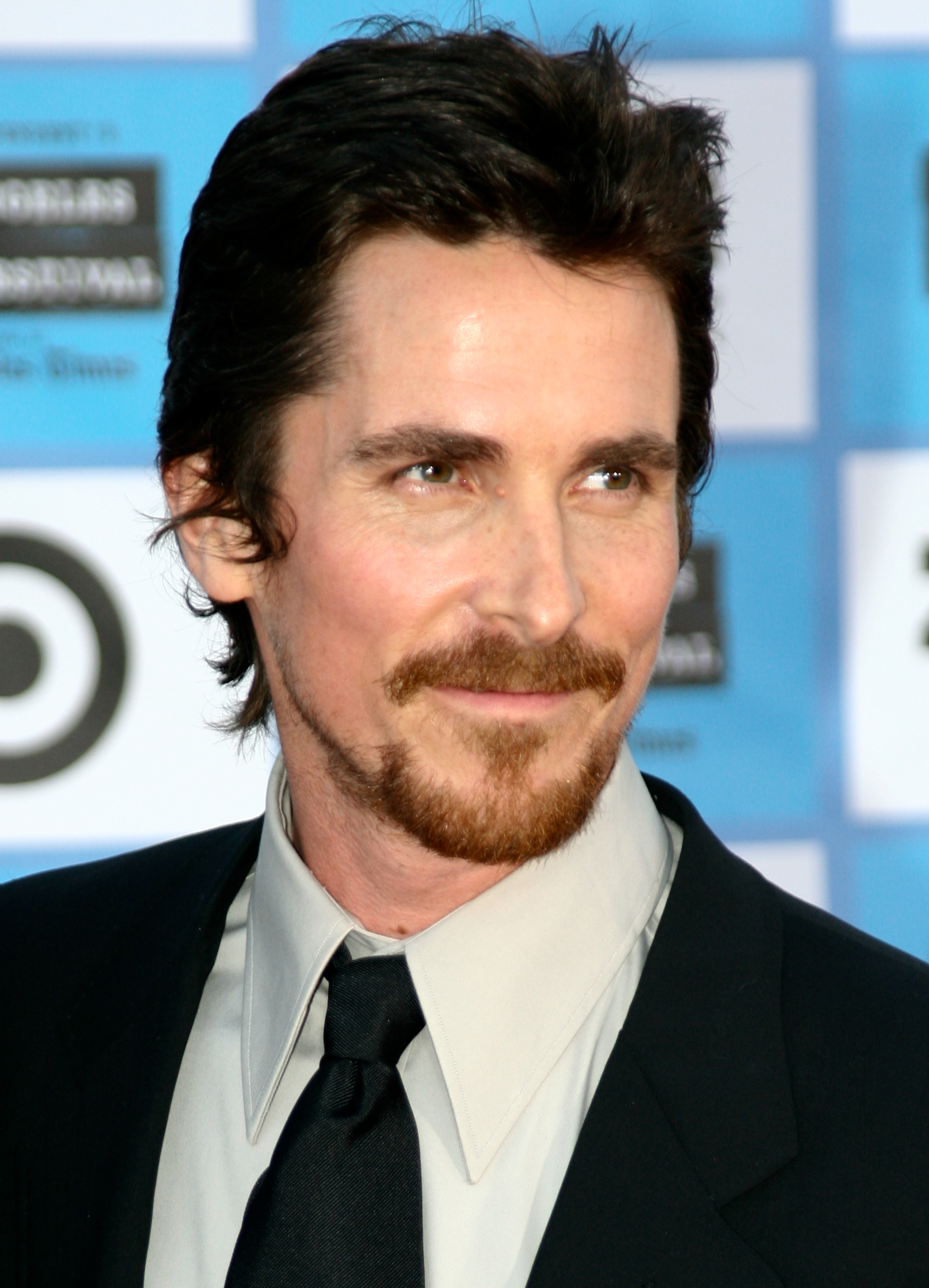
بيل في العرض الأول لفيلم أعداء الشعب أثناء مهرجان لوس أنجلوس السينمائي 2009.

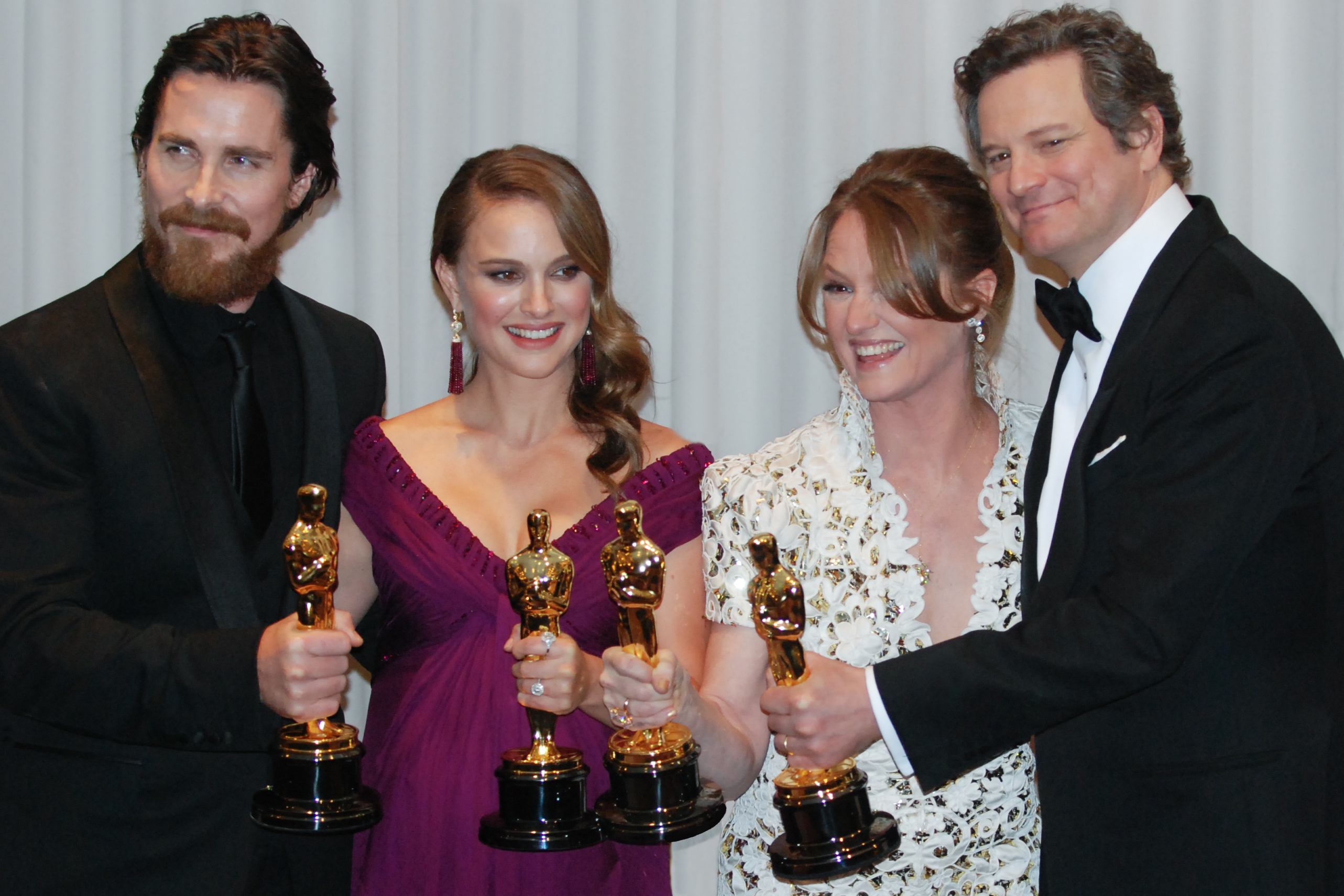
الفائزين بجائزة الأوسكار (من اليسار إلى اليمين) بيل، وناتالي بورتمان، وميليسا ليو، وكولين فيرث في حفل توزيع جوائز الأوسكار الثالث والثمانون في 2011، حيث فاز بيل هناك بجائزة الأوسكار لأفضل ممثل مساعد.

جسد بيل شخصية عميل مكتب التحقيقات الفيدرالي ملفين بورفيس أمام الممثل جوني ديب الذي جسد شخصية رجل العصابات جون ديلينجر في فيلم المخرج مايكل مان الدرامي والجريمة أعداء الشعب. تم إصدار الفيلم في يوليو 2009، وحصل على إشادة من النقاد وحقق نجاحًا تجاريًا وقت إصداره. لم يكن دان زاك من صحيفة واشنطن بوست راضيًا عن اختيار بيل وديب، معتقدًا أن التنافس بين شخصياتهما يفتقر إلى الإثارة، في حين وجد كريستوفر أور من مجلة ذا نيو ريببلك أن أداء بيل "المُغلق بشكل مميز" "فعال رغم ذلك". في العام التالي، لعب بيل دور البطولة في دور ديكي إكلوند، الملاكم المحترف الذي انتهت مسيرته بسبب إدمانه للمخدرات، في فيلم المخرج ديفيد أو. راسل الدرامي المقاتل. يؤرخ الفيلم العلاقة بين إكلوند وشقيقه متدرب الملاكمة، ميكي وارد، الذي يلعب دوره الممثل مارك والبيرغ. لتحقيق التوازن بين حالة إكلوند المأساوية، أدرج بيل الفكاهة في خلقه للشخصية. لاقى تصوير الشخصية، والذي فقد بيل لأجلها 30 رطل (14 كـغ)، استحسانًا ووصفه الناقد السينمائي ميك لاسال من صحيفة سان فرانسيسكو كرونيكل بأنه "مُراقب بذكاء، ودقيق جسديًا، وحاد نفسياً". فاز بيل بجائزة الأوسكار لأفضل ممثل مساعد وبجائزة الغولدن غلوب لأفضل ممثل مساعد في فيلم عن أدائه. في عام 2011، قام ببطولة فيلم المخرج الصيني زانج ييمو الدرامي التاريخي زهور الحرب، والذي كان الفيلم الصيني الأعلى دخلًا لهذا العام. وصفه النقاد بأنه فيلم "قومي"، و"معادي لليابان"، و"طويل للغاية"، وميلودرامي للغاية، وتافه للغاية".
لعب بيل دور باتمان مرة أخرى في التتمة نهوض فارس الظلام للمخرج كريستوفر نولان، والذي تم إصداره في يوليو 2012. يوصف بيل باتمان في الفيلم بأنه منعزل نادم في حالة ضعف الصحة العقلية والبدنية، والذي استسلم بعد أحداث فيلم فارس الظلام. بعد إطلاق النار أثناء عرض منتصف الليل للفيلم في أورورا (كولورادو)، زار بيل وزوجته الناجين، والأطباء، والمستجيبين الأوائل في المركز الطبي في أورورا، بالإضافة إلى نصب تذكاري للضحايا. كان فيلم نهوض فارس الظلام هو الفيلم الحادي عشر الذي يحقق أكثر من مليار دولار في جميع أنحاء العالم، متجاوزًا فيلم فارس الظلام. تُعْتَبَر سلسلة أفلام نولان لباتمان، والتي يُطْلَقُ عَلَيْهَا اسم ثلاثية فارس الظلام، هي واحدة من أعلى سلاسل الأفلام دخلًا. تُعْتَبَر أيضًا أحد أفضل سلاسل أفلام الكتب الهزلية. حصل أداء بيل في الأفلام الثلاثة على إشادة عالمية، مع تصنيف صحيفة الغارديان، وموقع إن إم إي، واستطلاع رأي أجرته مجلة راديو تايمز الفيلم كأفضل تصوير لباتمان في السينما. كشف بيل لاحقًا عن عدم رضاه عن عمله طوال الثلاثية، قائلاً إنه «لم يتقن تمامًا» في دوره وأنه «لم يدير تمامًا» ما كان يأمل أن يفعله كباتمان.

### 2013–2017

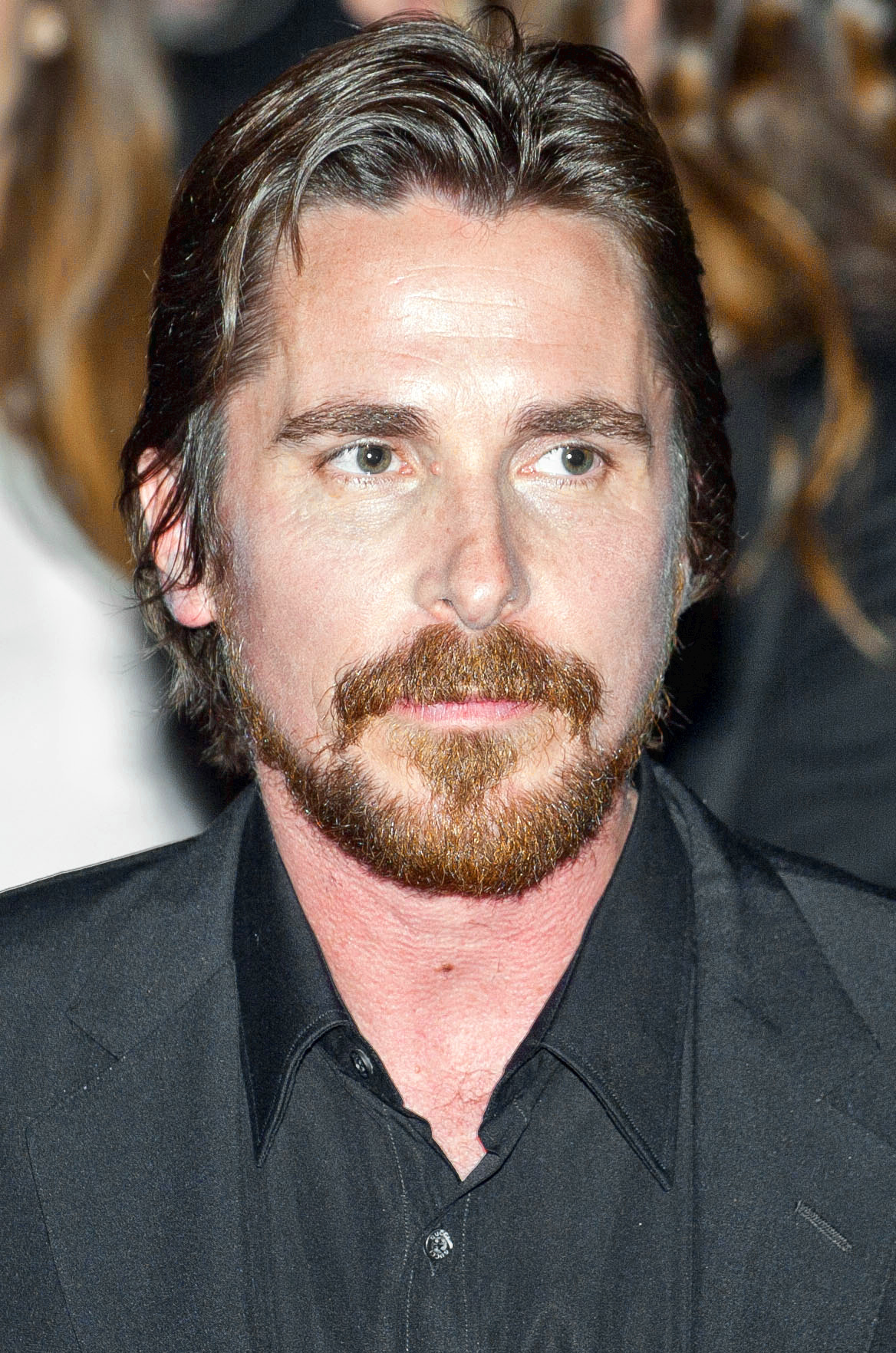
بيل يغادر المؤتمر الصحفي لفيلم احتيال أمريكي في الدورة 64 لمهرجان برلين السينمائي الدولي في عام 2014.

في عام 2013، لعب بيل دور عامل مصنع للصلب في فيلم الإثارة للمخرج لسكوت كوبر خارج الفرن. أعاد كوبر كتابة نص الفيلم مع وضع بيل في الاعتبار قبل أن يلتقي الاثنان ولن يمضي قدمًا في المشروع دون مشاركة الممثل. أشاد النقاد بالفيلم واعتبروه بداية ممتازة للمرحلة التالية في مسيرة بيل المهنية بعد لعب باتمان، مع ملاحظة كريستوفر تابلي من مجلة فارايتي أن عمله في الفيلم كان أفضل ما لديه. في نفس العام، قام بيل ببطولة فيلم احتيال أمريكي، والذي لم شمله مع المخرج ديفيد أو. راسل بعد عملهما في فيلم المقاتل. لكي يلعب دور الفنان المخادع إيرفينغ روزنفيلد، درس بيل لقطات من مقابلات مع الفنان الواقعي المحتال ميل واينبرغ، والذي كان بمثابة مصدر إلهام للشخصية. اكتسب بيل 43 رطل (20 كـغ)، وحلق جزءًا من رأسه، واتخذ وضعية مترهّلة، مما قلل من ارتفاعه بمقدار 3 بوصة (7.6 سـم) وتسبب في إصابته بانزلاق غضروفي. أشار راسل إلى أن الممثل روبرت دي نيرو، والذي ظهر في دور غير مُعتمد، لم يتعرف على بيل عندما تم تقديمه لأول مرة. في كتابته لصحيفة نيويورك ديلي نيوز، وجد جو نيوماير أن أداء بيل «حزين، ومضحك، ومثير للانتباه». ترشح بيل لجائزة الأوسكار وجائزة الغولدن غلوب لدوره.
جسد بيل دور النبي موسى في فيلم المخرج الإنجليزي ريدلي سكوت الملحمي خروج: الآلهة والملوك. صُدر الفيلم في ديسمبر 2014 وواجه الفيلم اتهامات بتبييض طاقم الممثلين القوقازيين في أدوار الشرق الأوسط. برر سكوت قرارات اختيار الممثلين مستنداً إلى احتياجات التمويل، وصرح بيل أن سكوت كان صريحاً في الحصول على الفيلم. تفاوتت ردود الفعل النقدية بين السلبية والمُختلطة، ووصف جو ويليامز من صحيفة سانت لويس بوست-ديسباتش أداء بيل في الفيلم بأنه الأكثر لامبالاً في حياته المهنية. ظهر بيل في فيلم المخرج تيرينس ماليك الدرامي فارس الكؤوس (2015)، والذي وصفه ناقد مجلة ذا أتلانتيك ديفيد سيمز بـ«الفشل النبيل». خلال عرضه الأول في مهرجان برلين السينمائي الدولي الخامس والستين في فبراير 2015، قال بيل أنه صور المشروع دون أن يعلم أي حوار وأن ماليك أعطاه وصفًا لشخصيته فقط. وفي نفس العام، لعب بيل دور البطولة في دور مايكل بيري، مدير صندوق التحوط المُعادي للمجتمع، في فيلم المخرج آدم مكاي الدرامي الكوميدي والسيرة الذاتية العجز الكبير، وهو فيلم عن الأزمة المالية في الفترة 2007-2008. استخدم بيل عيون اصطناعية في الفيلم. وجد الناقد جو مورغينسترن من صحيفة وول ستريت جورنال تجسيده «مرحًا بشكل مخيف—أو في دعابات قصيرة ومقاطع سريعة، تم تحريره بخفّة يد». رُشح بيل عن هذا الدور إلى جائزتي الأوسكار والغولدن غلوب.
في فيلم الدراما التاريخية الوعد (2016)، والذي تدور أحداثه حول الإبادة الجماعية للأرمن، لعب بيل دور صحفي أمريكي يشارك في مثلث حب مع امرأة، والتي لعبت دورها الممثلة الكندية شارلوت لوبون، وطالب طب أرمني، والذي لعب دوره الممثل الغواتيمالاي أوسكار إسحاق. رفض النقاد الفيلم، والذي جمع خسارة 102 مليون دولار. في مراجعة للفيلم لصحيفة نيويورك تايمز، كتبت جانيت كاتسوليس أن بيل بدا «مكتوم الصوت وغير واضح». في فيلم كوبر عدائيون (2017)، لعب بيل دور ضابط في الجيش الأمريكي يرافق قائد حرب شايان مريض للغاية وعائلته إلى منزلهم في مونتانا. وصف بيل الفيلم بأنه «غربي ذو صدى معاصر ووحشي» وشخصيته بأنها «رجل متعصب ومليء بالكراهية». تعلم بيل اللغة الشايانية أثناء عمله على الفيلم. اعتبر ناقد مجلة إمباير دان جولين أداء بيل مذهلًا وواحدًا من أقوى أدواره في حياته المهنية.

### 2018–حتي الآن
في عام 2018، أدي بيل صوت باغيرا في فيلم المغامرة ماوكلي: أسطورة الغابة. كتب ديفيد فير من مجلة رولينغ ستون أن عمله الصوتي وعمل الممثل والمخرج الإنجليزي أندي سركيس، والذي أخرج الفيلم، «يجلب الروح، وكذلك الصوت والغضب».

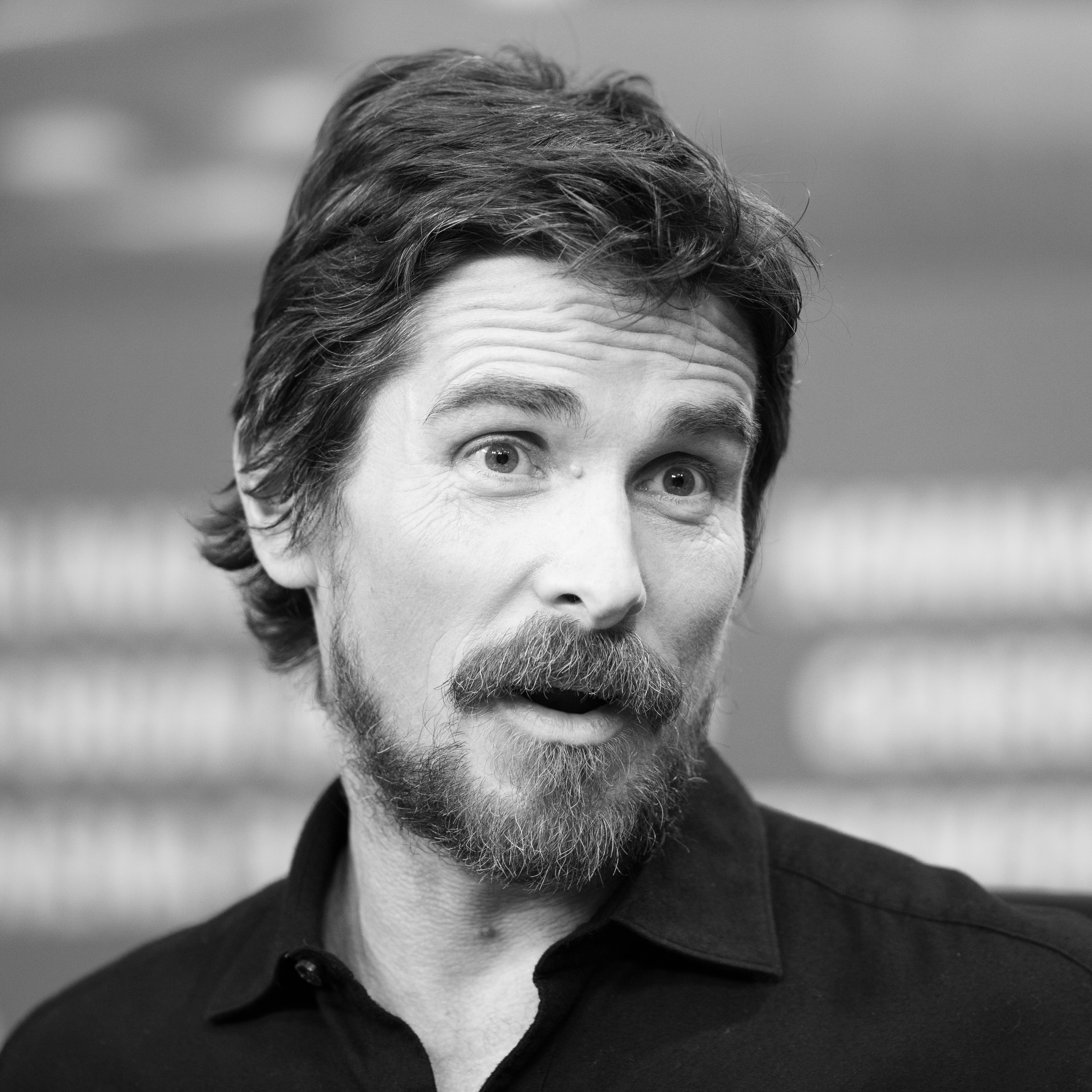
بيل يقدم فيلم النائب في مهرجان برلين السينمائي الدولي 2019.

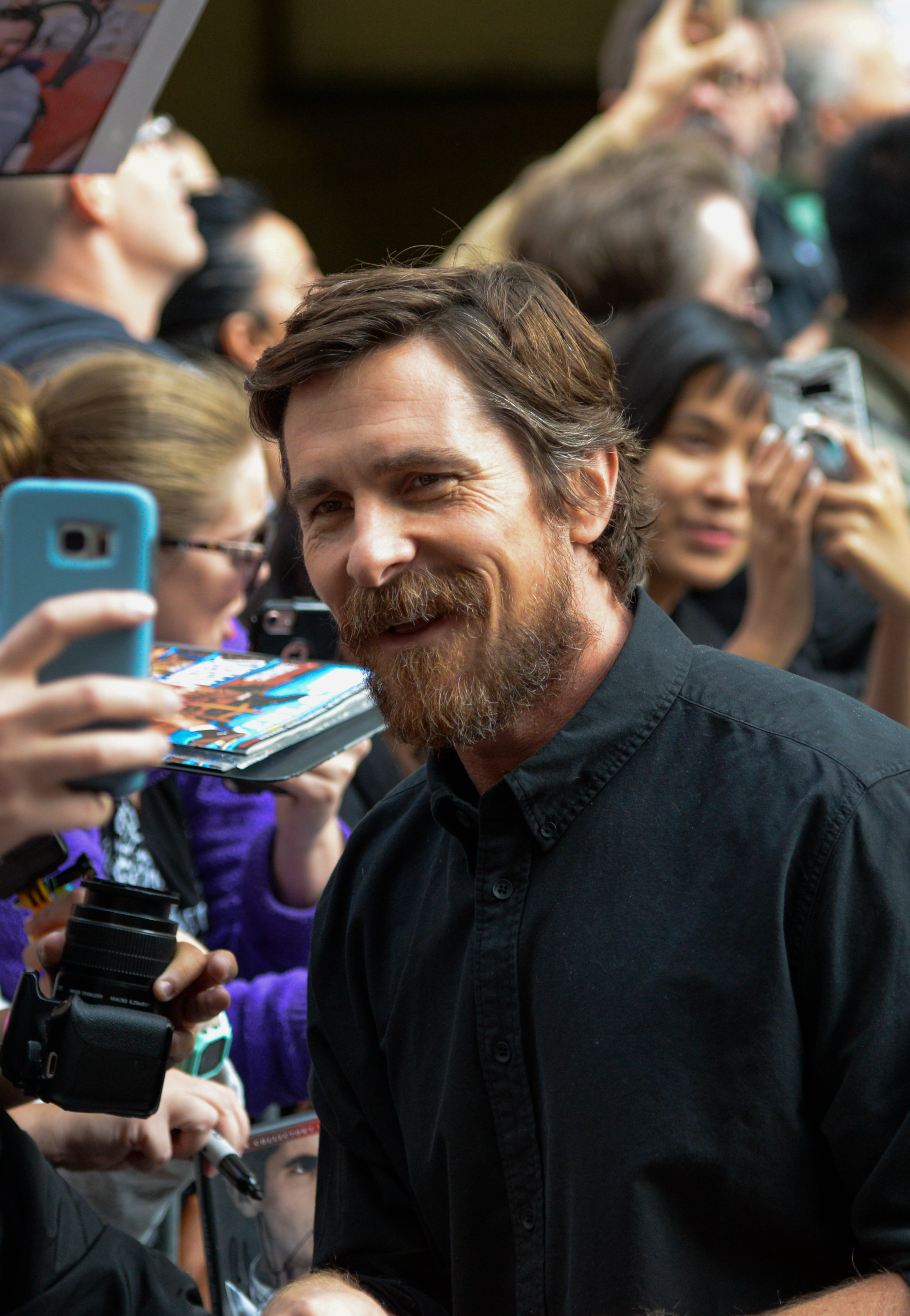
بيل في مؤتمر صحفي لفيلم فورد ضد فيراري في مهرجان تورونتو السينمائي الدولي 2019.

في فيلم الدراما الكوميدية والسيرة الذاتية النائب (2018)، والذي كتبه وأخرجه آدم مكاي، خضع بيل لتحول كبير في الجسم مرة أخرى، حيث اكتسب أكثر من 40 رطل (18 كـغ) وحلق رأسه لتجسيد شخصية نائب الرئيس الأمريكي ديك تشيني. ووصف تشيني، والذي يُعتبر نائب الرئيس الأكثر نفوذاً وكرهًا في تاريخ الولايات المتحدة، بأنه «هادئ وسري». جمع الفيلم بين بيل والممثلة إيمي آدمز، والتي شاركت معه في بطولة فيلمي احتيال أمريكي والمقاتل. وقد تلقي الفيلم تقييمات إيجابية، وأثنى الكاتب والناقد بيتر برادشاو من صحيفة الغارديان على تمثيل بيل شخصية تشيني «بشكل رائع وفي الواقع معقول بشكل مخيف إلى حد ما». أشاد النقاد بالأداء، وفاز بيل بجائزة غولدن غلوب لأفضل ممثل في فيلم موسيقي أو كوميدي وترشح لجائزة الأوسكار. خلال خطاب قبوله في حفل توزيع جوائز الغولدن غلوب السادس والسبعون، شكر بيل «الشيطان» على إلهامه لتجسيد تشيني، الأمر الذي استدعي ردًا من ابنة تشيني والنائبة الأمريكية ليز تشيني، والتي صرحت أن بيل دمر فرصته للعب «بطل خارق حقيقي». جسد بيل دور سائق سباق السيارات الرياضية كين مايلز في فيلم الدراما الرياضية فورد ضد فيراري، والذي فقد من أجل دوره فيه 70 رطل (32 كـغ) بعد أن لعب دور تشيني. الفيلم، والذي أخرجه المخرج جيمس مانغولد، يتبع مايلز ومصمم السيارات كارول شيلبي، والذي لعب دوره الممثل مات ديمون، في الأحداث المحيطة بسباق لو مان 24 ساعة 1966. ترشح بيل عن الدور للمرة الخامسة لجائزة غولدن غلوب. أثناء الترويج للفيلم، قال بيل إنه لم يعد يمر في تقلبات الوزن للأدوار.
من المُقرر أن يؤدي بيل دور جور ذا جود بوتشر في فيلم البطل الخارق لـعالم مارفل السينمائي ثور: الحب والرعد، والذي من المُقرر إصداره في يوليو 2022. وسيقوم بلعب دور البطولة في فيلم المخرج ديفيد أو. راسل كانتربري غلاس وفيلم الإثارة للمخرج سكوت كوبر العين الزرقاء الشاحبة، حيث لم الشمل مع كلا المخرجين للمرة الثالثة. ومن المُقرر أن يصدر فيلم راسل في نوفمبر 2022. ومن المُقرر أن ينتج بيل ويلعب دور واعظ في فيلم كنيسة العيش في خطر.

## الحياة الشخصية

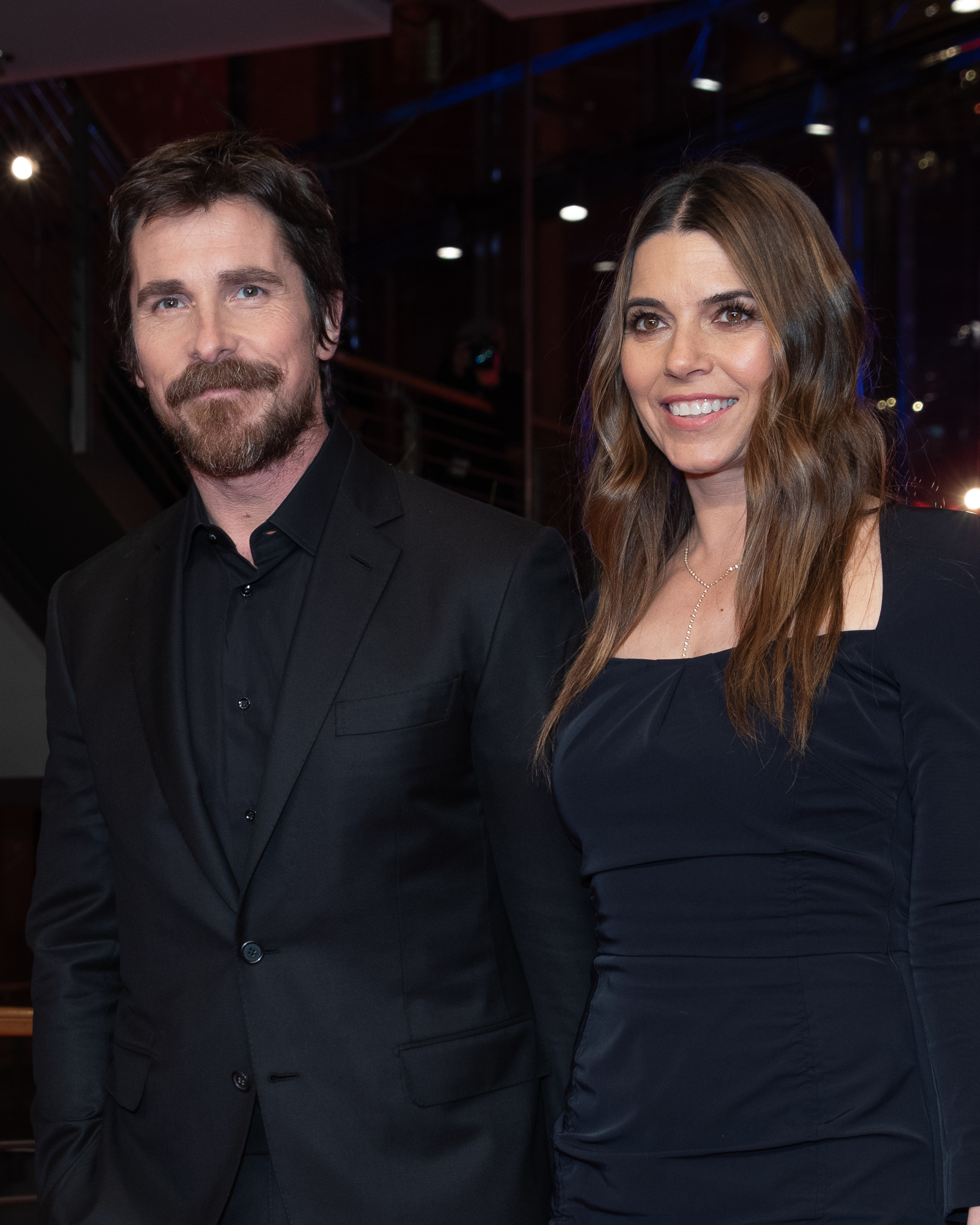
بيل مع زوجته سيبي بلاتشيتش في الدورة 69 لمهرجان برلين السينمائي الدولي.

يحمل بيل الجنسية الأمريكية. في 29 يناير 2000 في لاس فيغاس، تزوج بيل من ساندرا «سيبي» بلاتشيتش التي ولدت عام 1970، وهي عارضة أزياء، وفنانة ماكياج، والمساعدة الشخصية للممثلة وينونا رايدر، والتي مثلت مع بيل في فيلم نساء صغيرات. عنده ابنة منها تُدعى إيميلين، ولدت في 27 مارس 2005، وابن، جوزيف، ولد في 2014. الجدير بالذكر أن عائلة بيل لها جذور طويلة وعريقة في عالم الفن، حيث أن أخته إيرين موسيقية وأخته لويسي ممثلة ومخرجة. في عام 2000، أصبح بيل ربيب النسوية غلوريا ستاينم بعد زواجها من والده الذي توفي لاحقا في 2003 إثر سرطان الغدد الليمفاوية في المخ. بيل معروف بأنه ناشط بيئي ويدعم منظمة السلام الأخضر، ومؤسسة الصندوق العالمي للطبيعة، وصندوق ديان فوسي الدولي للغوريلا، ورابطة دوريس داي للحيوانات، ومحمية حصان ريدوينغز.
أصبح بيل نباتيًا منذ أن كان في السادسة من عمره لكنه قال في عام 2009 أنه «يدخل ويخرج من النباتية الآن». وقد توقف عن أكل اللحوم الحمراء عندما قرأ رواية شبكة شارلوت. يقيم بيل حاليًا في لوس أنجلوس منذ التسعينيات. أثناء الترويج لفيلم زهور الحرب في ديسمبر 2011، حاول بيل وطاقم من شبكة سي إن إن التلفزيونية زيارة المحامي الكفيف المحبوس الحافي القدمين تشن قوانغ تشنغ في قرية في شرق الصين. وقد أُجبر على التراجع بعد مشاجرة مع الحراس عند نقطة تفتيش. التقى بيل أخيراً بتشن في عشاء أقامته لجنة المحامين لحقوق الإنسان غير الربحية في العام التالي، قدم خلاله جائزة لتشن. أدي بيل صوت تشن في بودكاست منظمة العفو الدولية، في كلماتهم الخاصة.
في يوم 22 يوليو 2008، قُبض على بيل وأُخذ إلى مركز شرطة لندن بسبب اعتدائه اللفظي على والدته في فندق، وقد كانت أخته شارون هي التي استدعت الشرطة. بعد حجزه لأكثر من أربع ساعات، أُطلق سراحه بكفالة. خلال تطور التحقيقات، أنكر بيل هذه الإتهامات في 14 أغسطس من العام نفسه ووصف الحادث لاحقا بأنه «مسألة شخصية للغاية». أطلقت الشرطة البريطانية سراحه وتعهدوا بأنهم لن يأخذوا مزيد من الدعاوى ضده، حيث أعلن مكتب الادعاء الملكي أنه لن يتخذ أي إجراء آخر ضده نظرًا لـ«عدم كفاية الأدلة لتقديم احتمال واقعي للإدانة».

## قائمة أفلامه
- أناستازيا: سر آنا (1986)
- ميو في الأراضي البعيدة (1987)
- إمبراطورية الشمس (1987)
- هنري الخامس (1989)
- جزيرة الكنز (1990)
- جريمة قتل ذات جودة (1991)
- نيوزيس (1992)
- أطفال سوينغ (1993)
- أمير جوتلاند (1994)
- نساء صغيرات (1994)
- بوكاهونتاس (1995)
- صورة سيدة (1996)
- العميل السري (1996)
- ميترولاند (1997)
- كل الحيوانات الصغيرة (1998)
- منجم ذهب مخملي (1998)
- حلم ليلة منتصف الصيف (1999)، مُقتبس عن مسرحية للأديب وليم شكسبير.
- مريم، والدة يسوع (1999)
- مختل أمريكي (2000)، مُقتبس عن رواية مختل أمريكي لـبريت إيستون إيليس.
- شافت (2000)
- مندولين الكابتن كوريلي (2001)
- لوريل كانيون (2002)
- عهد النار (2002)
- إكويليبريوم (2002)
- الميكانيكي (2004)
- قلعة هاول المتحركة (2004)
- بداية باتمان (2005)
- العالم الجديد (2005)
- أوقات قاسية (2005)
- فجر الإنقاذ (2006)
- العظمة (2006)
- 3:10 إلى يوما (2007)
- أنا لست هناك (2007)
- فارس الظلام (2008)
- خلاص المدمر (2009)
- أعداء الشعب (2009)
- المقاتل (2010)
- زهور الحرب (2011)
- نهوض فارس الظلام (2012)
- خارج الفرن (2013)
- احتيال أمريكي (2013)
- خروج: الآلهة والملوك (2014)
- فارس الكؤوس (2015)
- ذا بيغ شورت (2015)
- الوعد (2016)
- عدائيون (2017)
- ماوكلي (2018)
- النائب (2018)
- فورد ضد فيراري (2019)
- ثور: الحب والرعد (2022)
- أمستردام (2022)
- العين الزرقاء الشاحبة (2022)
- كيف تعيش؟ (2023)
- العروس! -- فيلم قادم (2025)

## وصلات خارجية
كريستيان بيل على موقع IMDb (الإنجليزية)
- كريستيان بيل على موقع ميتاكريتيك (الإنجليزية)
- كريستيان بيل على موقع الموسوعة البريطانية (الإنجليزية)
- كريستيان بيل على موقع روتن توميتوز (الإنجليزية)
- كريستيان بيل على موقع مونزينجر (الألمانية)
- كريستيان بيل على موقع قاعدة بيانات الأفلام العربية
- كريستيان بيل على موقع ألو سيني (الفرنسية)
- كريستيان بيل على موقع ميوزك برينز (الإنجليزية)
- كريستيان بيل على موقع تيرنر كلاسيك موفيز (الإنجليزية)
- كريستيان بيل على موقع أول موفي (الإنجليزية)
- كريستيان بيل  على موقع أول موفي
- أخبار مُجمّعة وتعليقات عن كريستيان بيل في موقع صحيفة نيويورك تايمز.